# Arturo Graf
Arturo Graf (né le 19 janvier 1848 à Athènes, mort le 30 mai 1913 à Turin) est un écrivain, grammairien et critique littéraire italien de la période du Risorgimento. Passionné par l'étude des contes médiévaux, son art poétique est inspiré par le Romantisme allemand.

## Biographie
Arturo Graf naît à Athènes d'un père allemand et d'une mère italienne. Il grandit à Trieste où sa famille s'est installée en 1851. À la mort de son père, il va vivre à Brăila, en Roumanie chez un oncle maternel, pour ne rentrer en Italie qu'en 1863, comme élève au lycée à Naples. Bachelier, il suit les cours de Francesco de Sanctis, mais s'inscrit par la suite en droit et passe sa licence en 1870.
Il se lance quelque temps dans le commerce à Braila, et à son retour en Italie s'établit à Rome où il fait la connaissance d'Ernesto Monaci avec lequel il noue une solide amitié, amorcée au cours d'une étude sur le Moyen Âge, en particulier ses aspects symboliques.
Il soutient sa thèse d'habilitation en littérature italienne en 1875 et obtient un poste de maître-assistant en Littérature italienne et romane à l'Université de Rome. En 1876, on lui confie la chaire de Littérature néolatine à l'Université de Turin. Sa leçon inaugurale porte sur une approche scientifique de l'histoire de la littérature. Il emménage définitivement à Turin en 1882, où il ne cessera d'enseigner (comme professeur titulaire) la Littérature italienne jusqu'en 1907. Il a pour étudiant Piero Martinetti.
Avec Francesco Novati (1859-1915) et Rodolfo Renier (1857-1915), il fonde en 1883 le Giornale storico della letteratura italiana dont il devient le directeur-adjoint. Il collabore même aux revues Critica Sociale et Nuova Antologia. Dans ce dernier journal, il publie son recueil Medusa en 1880, qui sera suivi de Dopo il tramonto (1890) et de Rime delle selva (1906), pièces qui reviennent sur sa conversion progressive au positivisme et où l'on trouve les premiers accents d'un symbolisme chrétien.
Les vicissitudes familiales de cette période, dont la mort par suicide de son frère Otton en 1894, l'inclinent plus nettement vers la religion : Graf compose Pour une foi en 1906, un essai sur le Santo d'A. Fogazzaro, les aphorismes et les paraboles d’Ecce Homo (1908) et son unique roman, « La rançon » (Il riscatto, 1901). Cette dernière œuvre est caractéristique du spiritualisme de l'Avant 1914 : elle oppose, non sans allusions personnelles, le déterminisme génétique au libre-arbitre.

## La poétique
L'œuvre poétique de Graf évoque un moyen âge sombre, typique du premier romantisme allemand, avec des méditations sur la mort et les malheurs du monde, des visions de paysages désolés et des destins tragiques trop souvent conclus par des scènes macabres.

## Œuvres

### Romans
- Poesie e novelle di gioventù, éd. Loescher, Rome, 1876.
- Il riscatto, éd. Treves & Fr., Milan, 1901.

### Essais
Graf a rédigé plusieurs critiques littéraires qui reflètent, par delà un souci philologique et historique, sa sensibilité et son enthousiasme de lecteur.
- Della poesia popolare romena, in «La nuova antologia», XXX 1875, pp. 5–36.
- Di una trattazione scientifica della storia letteraria, éd. Loescher, Rome, 1877.
- La leggenda del paradiso terrestre, Loescher, Rome, 1878.
- Roma nella memoria e nelle immaginazioni del medioevo (2 vol.), éd. Loescher, Rome 1882–1883; poi Il cubo, Roma, 2006.
- Attraverso il Cinquecento, éd. Loescher, Turin, 1888.
- L'Art du Diable (Il diavolo), éd. Treves, Milan, 1889.
- Foscolo, Manzoni, Leopardi, Loescher, Turin, 1889.
- Miti, leggende e superstizioni del medioevo (2 vol.), éd. Loescher, Rome 1892-1893 ora riedito in versione integrale a cura di C. Allasia e W. Meliga, preface de M. Guglielminetti, introduction d'E. Artifoni et C. Allasia, Pearson Paravia Bruno Mondadori, Milan, 2002.
- L'anglomania e l'influsso inglese in Italia nel sec. XVIII, éd. Treves, Milan, 1911. Rév. par Francesco Rognoni et Pierangelo Goffi, La scuola di Pitagora, Naples, 2020.
- Confessioni di un maestro. Scritti su cultura e insegnamento con lettere inedite, éd. revue par Stefania Signorini, Interlinea, Novare, 2002.

### Recueils de poèmes
- « Méduse » (Medusa), éd. Loescher, Turin, 1880.
- Dopo il tramonto, éd. Treves, Milan, 1890.
- « Les Danaïdes », éd. Loescher, Turin, 1897.
- « Le dernier voyage d'Ulysse » (1901)
- Morgana, éd. Treves, Milan, 1901.
- Poemetti drammatici, éd. Treves, Milan, 1905.
- Rime della selva, éd. Treves, Milan, 1906.